# Biston robustum
Biston robustum là một loài bướm đêm trong họ Geometridae.